# A nindzsa árnyéka
A nindzsa árnyéka (eredeti cím: Shadow Fury) 2001-ben bemutatott japán sci-fi-akciófilm, amelyet Makoto Yokoyama rendezett. A film Taylor Lautner debütáló filmje, egészen hét évvel későbbig, amikor az Alkonyatban című filmben egy áttörő szerepet alakít.
A filmet 2001. október 30-án mutatták be Japánban. 

## Cselekmény
Egy felfedezés a közeljövőben lehetségessé teszi a génmanipulált, megerősített emberi klónok létrehozását. A felfedezés következménye egy bio-etikai káoszt eredményez. Hogy helyesen járjanak el ezügyben, az Egészségügyi Világszervezet globális tilalmat rendel el minden emberi klónozással kapcsolatos tevékenység felett. A Nova cégnél dolgozó, egy csapat tudós, akik a klónozási kutatások vezetői, természetfeletti képességeket érnek el az emberi lények replikációjában. Amikor az egyik kollégájuk, egy Dr. Oh-nak (Morita) nevezett őrült tudós olyan messzire jut, hogy irányítani tudja a klónok elméjét, a Nova cég elbocsátja a munkából és elveszi az engedélyét. Dr. Oh bosszút esküszik a három kollégáján, Dr Markov-on, Forster-en és Hillier-en, majd létrehoz egy klónt, egy tökéletes gyilkoló gépezetet, Takeru-t (Funaki), egy gyilkos ninját. Eközben a Nova cég megtudja, hogy a doktor miben mesterkedik, ezért elküld egy fejvadászt, Madsen-t (Bottoms), hogy pusztítsa el Dr. Oh-t a laboratóriumával, és az esetlegesen kifejlesztett új klónjaival együtt.

## Szereplők
- Taylor Lautner – Kismet (gyerekként)
  - Bas Rutten – Kismet (felnőttként)
- Sam Bottoms – Mitchell Madsen
- Masakatsu Funaki – Takeru
- Alexandra Kamp – Dr. Louise Forster
- Fred Williamson: Sam
- Pat Morita – Dr. Oh
- Jennette McCurdy – Anna Markov